# Landing Platform Dock

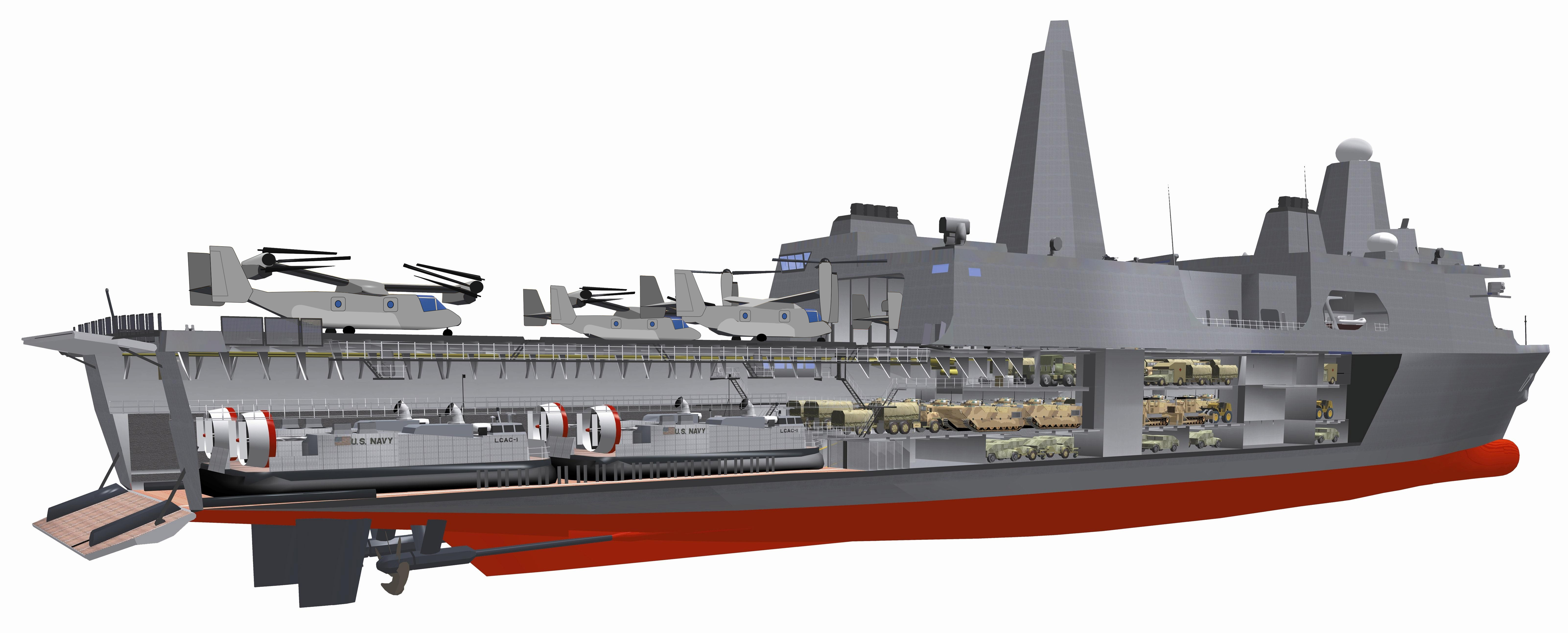
Rendering di una nave statunitense della classe San Antonio

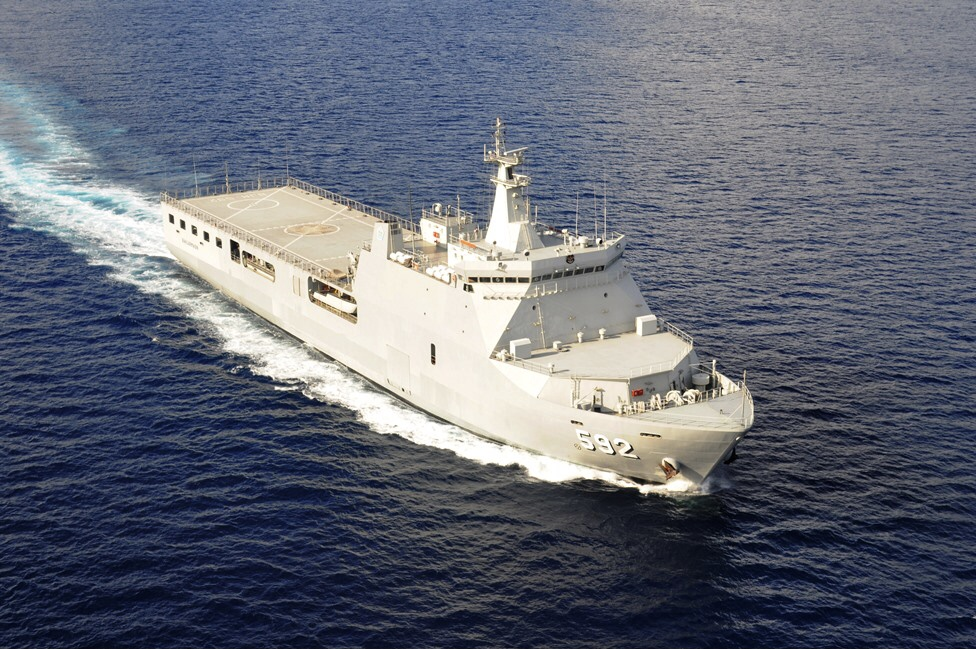
Le Classe Makassar

Le Landing Platform Dock (LPD) sono unità navali da trasporto anfibio, dotate di un bacino allagabile, con il compito di trasportare e sbarcare truppe di assalto anfibio in zone di guerra con il loro equipaggiamento bellico e logistico. Queste navi sono anche dotate di ponte di volo per l'appontaggio degli elicotteri. La configurazione di uomini e mezzi trasportabili varia a seconda della tipologia di missione. Queste navi sono in grado di trasportare veicoli corazzati da combattimento, veicoli anfibi avanzati, mezzi da sbarco tipo LCM o LCVP capaci di caricare in bacino e spiaggiare 1 o 2 mezzi corazzati alla volta o squadre di fanteria. Secondo la classificazione della US Navy, una LPD è un Amphibious Transport Dock (nave da trasporto anfibio).

## Descrizione
Le loro elevate capacità di trasporto e la loro versatilità rendono questo tipo di navi idonee anche ad operazioni di assistenza umanitaria, protezione civile, interventi di assistenza in caso di calamità naturali, trasporto di veicoli speciali, evacuazione della popolazione civile via mare o attraverso gli elicotteri.
Esempi di unità LPD sono le navi della classe San Giorgio della Marina Militare o la classe Fearless della Royal Navy (che hanno operato nella guerra delle Falkland) o la classe Foudre della Marine nationale.
Una Landing Platform Dock è, solitamente, una grande nave da trasporto anfibio senza il portellone a prua, ma con un bacino allagabile posteriore dal quale operare con mezzi da sbarco per sbarcare i mezzi trasportati; la nave possiede anche almeno due spots per elicotteri e un hangar per ricoverarli.

### Tabella comparativa LPD/LSD
Una Landing Ship Dock (LSD) è anch'essa una grande nave anfibia ("da sbarco anfibio"), ma, a differenza della LPD, ha, generalmente, un solo spot per elicotteri e non ha un hangar per ricoverarli.
|                             | Amphibious Transport Dock (LPD)                 | Amphibious Transport Dock (LPD)                               | Landing ship dock (LSD)       | Landing ship dock (LSD)                         |
| Classe                      | Austin                                          | San Antonio                                                   | Whidbey Island                | Harpers Ferry                                   |
| --------------------------- | ----------------------------------------------- | ------------------------------------------------------------- | ----------------------------- | ----------------------------------------------- |
| Data costruzione            | 1961-1971                                       | 2000-2017                                                     | 1981-1992                     | 1991-1998                                       |
| Lunghezza totale            | 569 ft (173 m)                                  | 684 ft (208 m)                                                | 610 ft (190 m)                | 610 ft (190 m)                                  |
| Bacino allagabile           | 394 ft × 50 ft (120 m × 15 m)                   | 170 ft × 50 ft (52 m × 15 m)                                  | 440 ft × 50 ft (134 m × 15 m) | 440 ft × 50 ft (134 m × 15 m)                   |
| Spazio cargo                | 7 269 ft² (675,3 m²)                            |                                                               | 17 500 ft² (1 630 m²)         | 17 500 ft² (1 630 m²)                           |
| Spazio cargo                | 40 000 cu ft (1 100 m³)                         | 25 548 cu ft (723,4 m³)                                       | 8 970 cu ft (254 m³)          | 67 600 cu ft (1 910 m³)                         |
| Spazio veicoli              | 12 000 ft² (1 100 m²)                           | 25 402 ft² (2 359,9 m²)                                       | 11 800 ft² (1 100 m²)         | 20 200 ft² (1 880 m²)                           |
| Dislocamento a pieno carico | 16 914 long ton (17 185 t)                      | 25 340 long ton (25 750 t)                                    | 16 790 long ton (17 060 t)    | 16 851 long ton (17 121 t)                      |
| Distaccamento marine        | 900                                             | 699                                                           | 402                           | 504                                             |
| Hangar aeromobili           | 6 CH-46 Sea Knight                              | 1 MV-22, o 1 CH-53E, o 2 CH-46, o 3 UH/AH-1                   | assente                       | assente                                         |
| Atterraggio aeromobili      | 2 CH-46 Sea Knight                              | 1 AV-8B Harrier, o 2 MV-22, o 2 CH-53, o 4 CH-46, o 4 UH/AH-1 | 2 elicotteri                  | 2 elicotteri                                    |
| Capacità bacino allagabile  | 1 LCAC, o 1 LCU, o 4 LCM-8, o 9 LCM-6, o 24 AAV | 2 LCAC                                                        | 4 LCAC                        | 2 LCAC, o 1 LCU, o 4 LCM-8, o 9 LCM-6, o 15 AAV |

## Unità
| Marina                                   | Classe                | Nome                                                        | Quantità | Status           | Note                                                                                 |
| ---------------------------------------- | --------------------- | ----------------------------------------------------------- | -------- | ---------------- | ------------------------------------------------------------------------------------ |
| Forces navales algériennes               | San Giorgio Improved  | Kalaat Béni Abbès                                           | 1        | in servizio      | versione migliorata della classe San Giorgio                                         |
| Royal Australian Navy                    | Kanimbla              | Kanimbla (L 51) Manoora (L 52)                              | 2        | ritirate         | ex Classe Newport modificate in LPD                                                  |
| Royal Australian Navy                    | Enforcer Bay          | Choules (L100)                                              | 1        | in servizio      | basata sul design Enforcer, ex Largs Bay (L3006), ma senza hangar, più simile ad LSD |
| Marinha do Brasil                        | Foudre                | Bahia (G40)                                                 | 1        | in servizio      | ex Siroco (L 9012)                                                                   |
| Armada de Chile                          | Foudre                | Sargento Aldea (LSDH-91)                                    | 1        | in servizio      | ex Foudre (L 9011)                                                                   |
| Marina dell'EPL                          | Yuzhao Type 71        |                                                             | 5        | in servizio      | in totale almeno 8 entreranno in servizio                                            |
| Kongelige danske marine                  | Absalon               | Absalon (L16) Esbern Snare (L17)                            | 2        | in servizio      | ufficialmente Support Ship                                                           |
| Hukbong Dagat ng Pilipinas               | Makassar Tarlac       | Tarlac (LD-601) Davao del Sur (LD-602)                      | 2        | in servizio      |                                                                                      |
| Marine nationale                         | Foudre                | Foudre (L 9011) Siroco (L 9012)                             | 2        | ritirate         | vendute a Cile e Brasile                                                             |
| Marine nationale                         |                       | Bougainville (L 9077)                                       | 1        | ritirata         | ufficialmente Bâtiment de transport et de soutien, senza hangar                      |
| Marine nationale                         | Ouragan               | Ouragan (L 9021) Orage (L 9022)                             | 2        | ritirate         | demolite                                                                             |
| Indian Navy                              | Austin Trenton        | Jalashwa (L41)                                              | 1        | in servizio      | ex Trenton (LPD-14)                                                                  |
| Tentara Nasional Indonesia Angkatan Laut |                       | Tanjung Dalpele (972)                                       | 1        | ritirata         | convertita in nave ospedale DR Soeharso                                              |
| Tentara Nasional Indonesia Angkatan Laut | Makassar              |                                                             | 4        | in servizio      |                                                                                      |
| Marina Militare                          | San Giorgio           | San Giorgio (L 9892) San Marco (L 9893) San Giusto (L 9894) | 3        | in servizio      |                                                                                      |
| Kaijō Jieitai                            | Osumi                 | Osumi Shimokita Kunisaki                                    | 3        | in servizio      | classificate come LST ma più simili a delle LSD o a delle LPD                        |
| Koninklijke Marine                       | Enforcer Rotterdam    | Rotterdam (L800) Johan de Witt (L801)                       | 2        | in servizio      | programma comune Olanda/Spagna Enforcer                                              |
| Koninklijke Marine                       |                       | Karel Doorman (A833)                                        | 1        | in servizio      | ufficialmente classificata Joint (logistic) Support Ship                             |
| Royal New Zealand Navy                   |                       | Canterbury (L421)                                           | 1        | in servizio      | ufficialmente classificata MRV ma simile alle LPD                                    |
| Marina de Guerra del Perú                | Makassar Pisco        | Pisco (AMP-156) Paita (AMP-157)                             | 2        | in servizio      |                                                                                      |
| Marina militare di Singapore             | Endurance             |                                                             | 4        | in servizio      |                                                                                      |
| Armada Española                          | Enforcer Galicia      | Galicia (L51) Castilla (L52)                                | 2        | in servizio      | programma comune Olanda/Spagna Enforcer                                              |
| Royal Fleet Auxiliary                    | Enforcer Bay          | Largs Bay (L3006)                                           | 1        | ritirata         | basata sul design Enforcer, venduta alla RAN, ma senza hangar, più simile ad LSD     |
| Royal Fleet Auxiliary                    | Enforcer Bay          | Lyme Bay (L3007) Mounts Bay (L3008) Cardigan Bay (L3009)    | 3        | in servizio      | basate sul design Enforcer, ma senza hangar, più simile ad LSD                       |
| Royal Navy                               | Albion                | Albion (L14) Bulwark (L15)                                  | 2        | in servizio      |                                                                                      |
| Royal Navy                               | Fearless              | Fearless (L10) Intrepid (L11)                               | 2        | ritirate         |                                                                                      |
| Kongthap Ruea Thai                       | Endurance Angthong    | Angthong (LPD-791)                                          | 1        | in servizio      |                                                                                      |
| U.S. Navy                                | Raleigh               | LPD-1~3                                                     | 3        | ritirate         |                                                                                      |
| U.S. Navy                                | Austin                | LPD-4~6                                                     | 3        | ritirate         |                                                                                      |
| U.S. Navy                                | Austin Cleveland      | LPD-7~13                                                    | 7        | ritirate         | variante migliorata / sottoclasse della classe Austin                                |
| U.S. Navy                                | Austin Trenton        | LPD-14~15                                                   | 2        | ritirate         | variante migliorata / sottoclasse della classe Austin                                |
| U.S. Navy                                | San Antonio Flight I  | LPD-17~29                                                   | 11       | in servizio      | in totale 13 entreranno in servizio                                                  |
| U.S. Navy                                | San Antonio Flight II | LPD-30~42                                                   | 0        | in progettazione | in totale 13 sono previste                                                           |